# Lubień (gromada w powiecie włocławskim)
Lubień (pod koniec Lubień Kujawski) – dawna gromada, czyli najmniejsza jednostka podziału terytorialnego Polskiej Rzeczypospolitej Ludowej w latach 1954–1972.
Gromady, z gromadzkimi radami narodowymi (GRN) jako organami władzy najniższego stopnia na wsi, funkcjonowały od reformy reorganizującej administrację wiejską przeprowadzonej jesienią 1954 do momentu ich zniesienia z dniem 1 stycznia 1973, tym samym wypierając organizację gminną w latach 1954–1972.
Gromadę Lubień z siedzibą GRN w mieście Lubieniu (nie wchodzącym w jej skład; obecna nazwa Lubień Kujawski) utworzono – jako jedną z 8759 gromad na obszarze Polski – w powiecie włocławskim w woj. bydgoskim, na mocy uchwały nr 24/17 WRN w Bydgoszczy z dnia 5 października 1954. W skład jednostki weszły obszary dotychczasowych gromad Bagna, Czaple Nowe, Czaple, Gagowy Nowe, Stępka i Gagowy (bez miejscowości Kociaki) ze zniesionej gminy Lubień, a także obszar dotychczasowej gromady Krzyżówki oraz kolonie Alojzówka i Lewandzin z dotychczasowej gromady Necin ze zniesionej gminy Kłóbka, w tymże powiecie. Dla gromady ustalono 23 członków gromadzkiej rady narodowej.
31 grudnia 1959 do gromady Lubień włączono obszar zniesionej gromady Kaliska w tymże powiecie.
31 grudnia 1961 do gromady Lubień włączono obszar zniesionej gromady Morzyce oraz wsie Gliznowo, Kamienna, Stróże, Kobyla Łąka, Sławęcin, Rutkowice, Kostulin i Zakrzewo oraz miejscowości Kobyla Łąka-Majątek i Kamienna Majątek ze zniesionej gromady Zalesie w tymże powiecie.
1 stycznia 1969 do gromady Lubień Kuj. włączono sołectwa Antoniewo, Beszyn, Dziankowo, Dziankówek, Kanibród, Świerna, Wąwał i Wola Dziankowska ze zniesionej gromady Kanibród w tymże powiecie.
1 stycznia 1969 do gromady Lubień (Kujawski) włączono grunty rolne o powierzchni ogólnej 580,00 ha z miasta Lubień Kujawski oraz sołectwa Chojny, Wiktorowo, Szewo-Grabina, Rzeżewo, Modlibórz, Kłóbka, Krzewie, Błędowo i Bilno ze zniesionej gromady Kłóbka – w tymże powiecie.
Gromada przetrwała do końca 1972 roku, czyli do kolejnej reformy gminnej. 1 stycznia 1973 w powiecie włocławskim reaktywowano gminę Lubień Kujawski (do 1954 nazwa gminy brzmiała Lubień).